# Dehydrogenaza alkoholowa

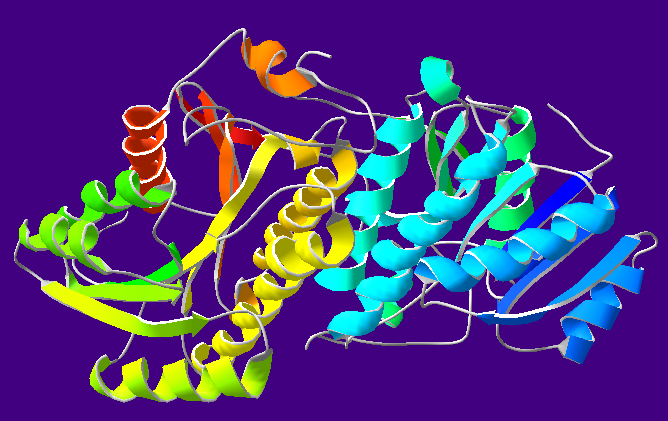
Model wstążkowy dehydrogenazy alkoholowej

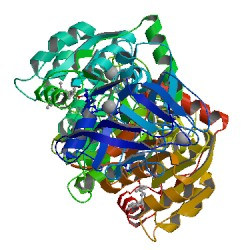
LADH (wątrobowa dehydrogenaza alkoholowa)

Dehydrogenaza alkoholowa, ADH (EC 1.1.1.1) – enzym z grupy dehydrogenaz katalizujący przekształcanie aldehydu octowego w etanol lub odwrotnie. Może także katalizować podobne przemiany innych alkoholi i odpowiadających im aldehydów i ketonów.
Enzym ten odgrywa podstawową rolę w fermentacji alkoholowej, która jest formą oddychania beztlenowego, a także w detoksykacji alkoholu. To właśnie stężenie tego enzymu w organizmie ma decydujący wpływ na osobniczą odporność na zamroczenie alkoholowe. Osoby z dużym jego stężeniem są określane jako mające „mocną głowę”, gdyż mogą wypić więcej etanolu i wciąż zachowywać umiarkowaną przytomność umysłu. Ze względu na to, że proces ten prowadzi do powstania aldehydu octowego, który jest bardziej toksyczny od etanolu, osoby z „mocną głową”, płacą za tę cechę silniejszym kacem, większą tendencją do zapadania na alkoholizm i mają większe prawdopodobieństwo zachorowania na marskość wątroby.
Dehydrogenaza alkoholowa występuje bardzo powszechnie – w komórkach bakterii, grzybów, zwierząt i roślin. Współdziała z cząsteczką NAD+
 lub NADH jako koenzymem. W reakcji utleniania etanolu do aldehydu octowego, NAD+ redukowany jest do NADH:
W centrum katalitycznym najlepiej poznanych form tego białka u drożdży i ludzi występuje też atom cynku. U owadów enzym ten nie zawiera żadnego metalu, a u bakterii zawiera żelazo.